# Geoglifos de Acre
Los geoglifos de Acre son una serie de figuras descubiertas a partir de la tala masiva de zonas forestales en este estado de Brasil en 1977.
Fueron incluidas en el inventario arqueológico de este país en el mismo año por el arqueólogo Ondemar Dias.